# Sergentomyia salisburigensis
Sergentomyia salisburigensis är en tvåvingeart som först beskrevs av Emile Abonnenc 1967.  Sergentomyia salisburigensis ingår i släktet Sergentomyia och familjen fjärilsmyggor.
Artens utbredningsområde är Zimbabwe. Inga underarter finns listade i Catalogue of Life.